# Sonny Russo

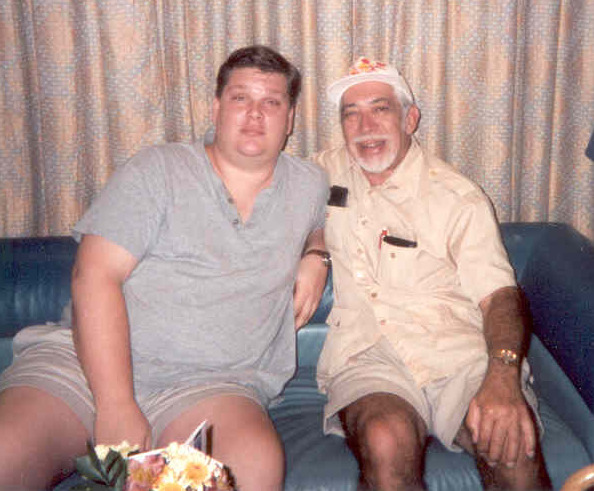
Sonny Russo (rechts) mit Jeff Albert (links)

Santo „Sonny“ Russo (* 20. März 1929 in Brooklyn, New York City; † 23. Februar 2013) war ein US-amerikanischer Jazzposaunist.

## Leben und Wirken
Russo, der aus einer Musikerfamilie stammt – auch sein Vater und sein Großvater waren Berufsmusiker –, lernte zunächst Klavier, dann Violine. Zu Beginn seiner musikalischen Laufbahn arbeitete Russo mit Buddy Morrow (1947), Lee Castle, Sam Donahue, Artie Shaw (1949–50), mit Dick Collins, Buddy Rich, Ralph Flanagan, Rex Stewart und im Sauter-Finegan Orchestra (1953–55). Außerdem spielte er in den Orchestern der Brüder Tommy Dorsey und Jimmy Dorsey, 1956 im Maynard-Ferguson-Orchester und im Al-Cohn-Orchester. Als Mitglied des Orchesters von Eddie Sauter war er 1965 an der Produktion des Soundtrack-Albums Mickey One von Stan Getz beteiligt. Von 1967 bis 1973 gehörte er zum Orchester der Tonight Show, spielte 1975 in Europa mit The World’s Greatest Jazz Band und trat dann ab und an mit Frank Sinatra auf. Als Studiomusiker wirkte er zudem bei den Soundtracks der Spielfilme Der Pate, Goodfellas und Sophies Entscheidung (1982) mit.

## Diskografie (Auswahl)
- Eddie Sauter: The Sauter-Finegan Orchestra - New Directions In Music (RCA Victor 10-Zoll-LP, 1953)
- Maynard Ferguson: The Birdland Dreamband (Vik, 1956)
- Teddi King with the Al Cohn Orchestra: Bidin’ My Time (RCA Victor, 1956)
- Stan Getz, Eddie Sauter Orchestra: Mickey One (MGM Records, 1965)

## Lexikalische Einträge
- Richard Cook, Brian Morton: The Penguin Guide of Jazz on CD. 6. Auflage. Penguin, London 2002, ISBN 0-14-051521-6.
- Leonard Feather, Ira Gitler: The Biographical Encyclopedia of Jazz. Oxford University Press, New York 1999, ISBN 0-19-532000-X.
- Liner Notes zu Eddie Sauter: The Sauter Finnegan Orchestra - Directions In Music, 1952–55 (RCA Bluebird, 1990)
- Bielefelder Katalog Jazz 1988 & 2001